# Ruth Landshoff-Yorck
Œuvres principales
Die Vielen und der Eine (1930)
Ruth Landshoff-Yorck, née Ruth Levy le 10 octobre 1893 à Berlin et morte le 24 avril 1967 à Londres au Royaume-Uni est une écrivaine allemande.

## Biographie
Ruth Landshoff est la nièce de Samuel Fischer, fondateur du S. Fischer Verlag. Le nom de Yorck est celui d'un comte avec qui elle fut mariée quelques années. À la fin des années 1920, Mopsa Sternheim vit quelque temps avec elle. En 1930, son premier roman paraît chez Rowohlt. En 1933 elle fuit l'Allemagne nazie et s'exile en France puis en 1937 aux États-Unis.
Une partie de ses écrits a été récemment rééditée ou publiée pour la première fois par la maison d'édition AvivA Verlag de Berlin.

## Ouvrages
- 1930, Die Vielen und der Eine, roman, Rowohlt
- 1939, The man who killed Hitler, avec D. S. Jennings et D. Malcolmson, New York, Putnam
- 1944, Lili Marlene; an intimate diary, roman, New York, the Readers Press

## Sources
- (de) Biographie de Ruth Landshoff-Yorck
- (de) Wilhelm Sternfeld, Eva Tiedemann, 1970, Deutsche Exil-Litteratur 1933-1945 deuxième édition augmentée, Heidelberg, Verlag Lambert Schneider.